# Masaki Kobayashi
Masaki Kobayashi (小林 正樹 Kobayashi Masaki?, n. 14 februarie 1916, Otaru, Japonia – d. 4 octombrie 1996, Tokyo⁠(d), Tōkyō, Japonia) a fost un scenarist și regizor de film japonez, cunoscut mai ales pentru trilogia epică Condiția umană (1959–1961), pentru filmele cu samurai Harakiri (1962) și Ultimul samurai (1967) și pentru filmul de groază Kwaidan (1964).

## Biografie

### Tinerețea
Kobayashi s-a născut în Otaru, pe atunci un mic port pe insula Hokkaido. Era un văr de-al doilea al actriței și regizoarei Kinuyo Tanaka. În perioada 1933-1941 a studiat arta și filozofia din Asia de Est la Universitatea Waseda din Tokyo. El a început o carieră în cinematografie în 1941 în calitate de regizor ucenic la studiourile Shochiku, dar a fost mobilizat în Armata Japoneză Imperială în ianuarie 1942 și trimis în Manciuria.
Kobayashi s-a considerat un pacifist și a refuzat avansarea în grad, rămânând prin proprie voință simplu soldat. În 1944 a fost transferat în orașul Miyakojima din insulele Ryuku și a fost luat prizonier aproape de sfârșitul războiului. A fost internat apoi un an într-un lagăr de detenție din Okinawa. După eliberare, în 1946, a revenit la studiourile Shochiku ca asistent al regizorului Keisuke Kinoshita, în special la Carmen revient au pays (1951), primul film în culori turnat în Japonia.

### Regizor de film
Kobayashi a debutat ca regizor la începutul anilor 1950. Debutul regizoral al lui Kobayashi a fost în 1952 cu filmul Musuko no Seishun (Tinerețea fiului meu). El a regizat apoi numeroase filme mai personale, influențate de anii de război, în care și-a pus treptat amprenta printr-o denunțare a nedreptății sociale, a ordinii ierarhice din societatea japoneză și a responsabilității Japoniei în războiul recent încheiat. Lansarea filmului său La Pièce aux murs épais, filmat în 1953, a fost astfel amânată timp de patru ani deoarece studioul Shochiku s-a temut de cenzura autorităților americane de ocupație.
Din 1958 până în 1961 Kobayashi a regizat Condiția umană (1959–1961), o trilogie despre efectele celui de-al Doilea Război Mondial asupra unui soldat pacifist și socialist japonez, care se luptă să-și păstreze umanitatea în conflictul militar ce s-a încheiat cu înfrângerea Japoniei. Durata totală a filmelor este de aproape zece ore, ceea ce îl face unul dintre cele mai lungi filme de ficțiune realizate vreodată pentru difuzare cinematografică. Trilogia a fost inspirată din experiențele sale de soldat și a denunțat atrocitățile războiului. Această frescă istorică a avut un succes răsunător la lansarea sa și constituie opera principală a lui Kobayashi. Cineastul a obținut Premiul San Giorgio la Festivalul Internațional de Film de la Veneția. Cu toate acestea, statutul contestatar al regizorului a speriat studiourile Shōchiku care au preferat să se despartă de el. Restul carierei sale a devenit, prin urmare, mai dificil, într-un context în care industria cinematografică japoneză suferea o concurență tot mai mare din partea televiziunii.
În 1962 a regizat filmul Harakiri, care a câștigat premiul juriului la Festivalul Internațional de Film de la Cannes din 1963. Filmul realizează o critică violentă a sistemului feudal al Japoniei și prin extensie a societății japoneze și a cultului tradițiilor. Kobayashi a abordat din nou aceeași temă câțiva ani mai târziu în Ultimul samurai (1967).
În 1964 Kobayashi a realizat Kwaidan (1964), primul său film color, o colecție hipnotică de patru povești cu fantome inspirate din cărțile lui Lafcadio Hearn. Filmul a avut un succes mare în străinătate grație subiectului său exotic și a câștigat premiul special al juriului la Festivalul Internațional de Film de la Cannes din 1965 și a primit o nominalizare la premiul Oscar pentru cel mai bun film străin. În anii 1960 Kobayashi a primit numeroase premii (Cannes, Veneția), iar activitatea sa a fost recunoscută.
Cineastul a părăsit compania Shochiku și a început să colaboreze cu Toho (care-i finanțase parțial filmul Kwaidan), dar a aflat curând că Toho ezita să-i sprijine financiar proiectele, așa că a realizat filmul Ultimul samurai (1967) în colaborare cu compania de producție a lui Toshiro Mifune.
În iulie 1969 regizorii japonezi Akira Kurosawa, Keisuke Kinoshita, Kon Ichikawa și Kobayashi au fondat compania de producție independentă Yonki no kai - Clubul celor patru cavaleri, în încercarea de a realiza filme pentru generațiile tinere. Compania a întâmpinat greutăți serioase în urma eșecului comercial al filmului Dodes'kaden (1970) al lui Kurosawa.
În 1969 a fost membru al juriului la ediția a XIX-a a Festivalului Internațional de Film de la Berlin. El a fost, de asemenea, candidat pentru regizarea secvențelor japoneze ale filmului Tora! Tora! Tora! (1970), după ce Akira Kurosawa a părăsit filmul, dar a refuzat să accepte oferta americanilor din respect față de Kurosawa. Au fost aleși ulterior regizorii Kinji Fukasaku și Toshio Masuda.
Începând din anii 1970 a părut mai puțin inspirat și a întâmpinat dificultăți în a-și finanța proiectele cinematografice. Unul dintre proiectele sale majore a fost un film inspirat de romanul Tun Huang al lui Yasushi Inoue despre China budistă, proiect care nu a fost dus niciodată la bun sfârșit. A început să colaboreze cu televiziunea (Les Fossiles după Yasushi Inoue), în timp ce a continuat să facă filme de cinema cu un succes mai mic.
Masaki Kobayashi a murit la 4 octombrie 1996 în urma unui stop cardiac. A regizat douăzeci și trei de filme și a scris opt scenarii între 1952 și 1985.

## Filmografie

### Regizor
În afara unei indicații contrare, titlurile în limba franceză provin din filmografia lui Masaki Kobayashi publicată în cartea Le Cinéma japonais a lui Tadao Satō. Mențiunea +scenarist indică faptul că Masaki Kobayashi este și autorul scenariului.
- 1952: La Jeunesse du fils (息子の青春 Musuko no seishun?)
- 1953: Le Cœur sincère (まごころ Magokoro?)
- 1954: Trois amours (三つの愛 Mittsu no ai?) +scenarist
- 1954: Quelque part sous le ciel immense (女性に関する十二章 Kono hiroi sora no dokoka ni?)
- 1955: Les Belles Années (美わしき歳月 Uruwashiki saigetsu?)
- 1956: La Fontaine (泉 Izumi?)
- 1956: Je t’achèterai (あなた買います Anata kaimasu?)
- 1956: La Pièce aux murs épais (壁あつき部屋 Kabe atsuki heya?)[26][27]
- 1957: La Rivière noire (黒い河 Kuroi kawa?)
- 1959 : Trilogia La Condition de l'homme (人間の条件 Ningen no jōken?)
  - 1959: Il n'y a pas de plus grand amour (人間の条件 第一部純愛篇、第二部激怒篇?) +scenarist
  - 1959: Le Chemin de l'éternité (人間の条件 第三部望郷篇、第四部戦雲篇?) +scenarist
  - 1961: La Prière du soldat (人間の条件 完結篇 第五部死の脱出、第六部曠野の彷徨?) +scenarist
- 1962: L'Héritage (からみ合い Karami-ai?)[15]
- 1962: Harakiri (切腹 Seppuku?)[28]
- 1964: Kwaïdan (怪談 Kaidan?)[29]
- 1967: Ultimul samurai (上位討ち 拝領妻始末 Jōi uchi hairyō tsuma shimatsu?)[15]
- 1968: La Jeunesse du Japon sau Pavane pour un homme épuisé[30] (日本の青春 Nihon no seishun?)
- 1971: L’Auberge du mal (いのちぼうにふろう Inochi bō ni furō?)
- 1975: Les Fossiles (化石 Kaseki?)
- 1978: L’Automne embrasé (燃える秋 Moeru aki?)
- 1983: Le Procès de Tokyo (東京裁判 Tōkyō saiban?) +scenarist
- 1985: La Table vide (食卓のない家 Shokutaku no nai ie?) +scenarist

### Scenarist
- 1949: Le Tambour brisé (破れ太鼓 Yabure-daiko?), regizat de Keisuke Kinoshita
- 2000: Doraheita (どら平太 Dora-heita?), regizat de Kon Ichikawa

## Premii și distincții
- 1961: Premiul Mainichi pentru cel mai bun regizor pentru The Human Condition[31]
- 1962-1963: Premiul David di Donatello pentru cel mai bun regizor străin pentru Harakiri[32]
- 1963: Premiul juriului la Festivalul Internațional de Film de la Cannes pentru Harakiri[33]
- 1965: Premiul juriului la Festivalul Internațional de Film de la Cannes pentru Kwaïdan[34]
- 1967: Premiul Kinema Jumpo pentru cel mai bun regizor pentru Ultimul samurai[35]
- 1967: Premiul Mainichi pentru cel mai bun film pentru Ultimul samurai[36]
- 1967: Premiul FIPRESCI la Festivalul Internațional de Film de la Veneția pentru Ultimul samurai
- 1967: Premiul Institutului Britanic de Film pentru Ultimul samurai[37]
- 1969: Pavane pour un homme épuisé a fost prezentat în competiție la Festivalul Internațional de Film de la Cannes din 1969[38]
- 1975: Premiul Panglica Albastră pentru cel mai bun film pentru Fossils[39]
- 1983: Premiul Mainichi pentru merite excelente pentru Le Procès de Tokyo[40]
- 1983: Premiul Panglica Albastră pentru cel mai bun film pentru Le Procès de Tokyo[41]

## Legături externe
- Masaki Kobayashi la Internet Movie Database
- Masaki Kobayashi pe Japanese Movie Database
- Filmele lui Masaki Kobayashi în Criterion Collection